# Алон (Горњопровансалски Алпи)
Алон (фр. Allons (Alpes-de-Haute-Provence)) је насељено место у Француској у региону Прованса-Алпи-Азурна обала, у департману Горњопровансалски Алпи.
По подацима из 2011. године у општини је живело 138 становника, а густина насељености је износила 3,31 становника/km².

## Демографија
| 1962. | 1968. | 1975. | 1982. | 1990. | 2011. |
| ----- | ----- | ----- | ----- | ----- | ----- |
| 61    | 64    | 65    | 62    | 73    | 138   |